# Juhani Aho

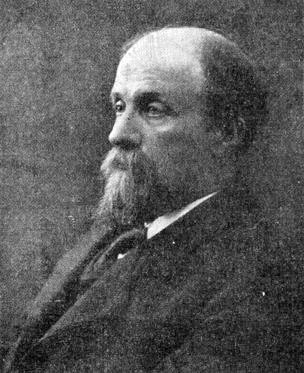
Juhani Aho

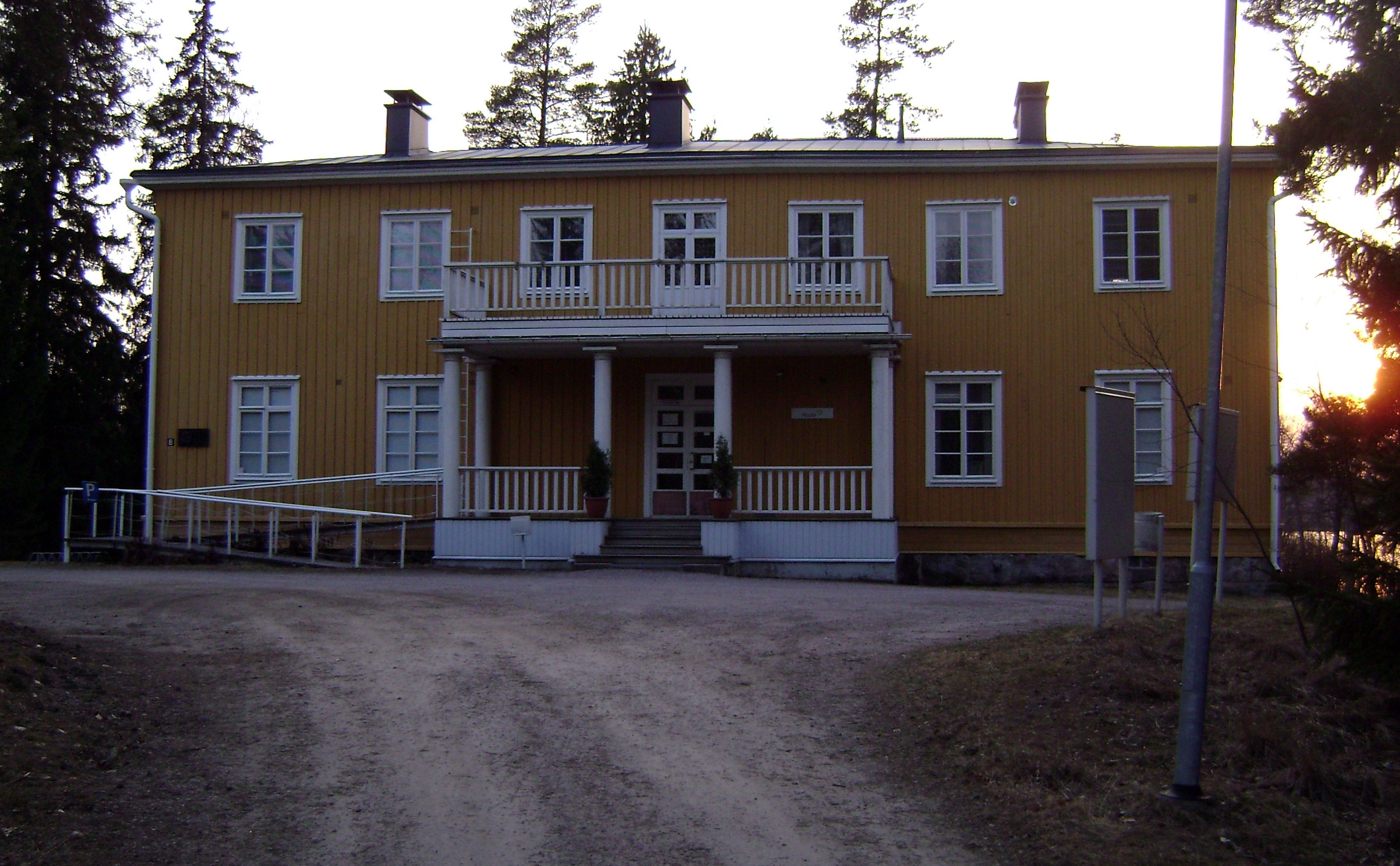
Wohnhaus Ahos in Järvenpää

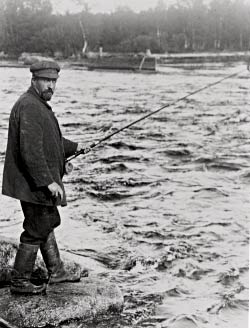
Aho beim Fischen in Huopanankoski, Viitasaari, 1912

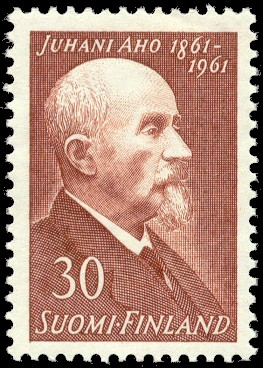
Finnische Briefmarke zum 100. Geburtstag Ahos 1961

Juhani Aho [ˈjuhɑni ˈɑhɔ], eigentlich Juhani Brofeldt [ˈbruːfɛlt] (* 11. September 1861 in Lapinlahti; † 8. August 1921 in Helsinki), war ein finnischer Schriftsteller und Journalist.

## Leben
Juhani Aho stammte aus einem pietistischen Elternhaus, in dem die Lektüre weltlicher Literatur nicht geduldet wurde. Sein Vater Henrik Gustaf Theodor Brofeldt war Propst in Lapinlahti; seine Mutter war Karolina Fredrika Emelie Snellman. Aho studierte von 1880 bis 1884 Geschichte und Literatur in Helsinki. Schon während des Studiums war er freiberuflich für verschiedene finnische Zeitungen tätig. Er war auch der Mitbegründer der Zeitung Päivälehti. Dadurch wurde er u. a. zu einer der wichtigen Persönlichkeiten im Jungen Finnland, eine Gruppe, die in den achtziger Jahren des 19. Jahrhunderts neue Gedanken zu Gesellschaft, Kunst und Moral in Finnland formulierte. Einladungen und Reisen nach Frankreich und Russland folgten.
Erste literarische Anregungen vermittelten ihm Bjørnstjerne Bjørnson, Henrik Ibsen, Leo Tolstoi und Émile Zola. Aho setzte aber auch die humanistischen Traditionen der finnischen Literatur, wie schon Aleksis Kivi oder Minna Canth fort. Noch heute haben seine Übersetzungen ihre Bedeutung.
Aho schöpfte seine Themen aus dem finnischen Volksleben und wurde gerade damit zum Wegbereiter des modernen finnischen Realismus.
1891 heiratete er die Malerin Venny Soldan-Brofeldt und zeugte mit ihr zwei Kinder: Heikki Aho (1895–1961) und Antti Juhani Aho (1900–1960). Mit Vennys Schwester Tilly zeugte er ebenfalls einen Sohn: Björn Soldan (1902–1953).
Juhani Aho verstarb im Alter von 59 Jahren.

## Kritik
„Aho besitzt den zärtlichen Blick für die verachteten Individualitäten des Lebens, der bewirkt, dass er Sympathie fühlen kann nicht nur für das Neue, das kommt, sondern auch für das Alte, das geht.“

Nach Hans Marquardt besteht der Reiz seiner Werke in dem „tiefen psychologischen Einfühlungsvermögen“ Ahos.

## Werke
- Rauhan Erakko, Helsingissä : Otava, 1916; Der Eremit des Friedens, aus dem Finnischen von Gabriele Schrey-Vasara, Wien : Braumüller, 2024, ISBN 978-3-99200-371-6
- Juha, 1911, dt. Schweres Blut, übers. von G. Schmidt, Minden, Dresden, 1920; Dieterich, Leipzig, 1972; Dieterich, Leipzig, 1976. (Neuauflage 2019, ISBN 978-3-7437-3278-0)
- Panu, 1897, dt. Panu. Bilder aus den letzten Kämpfen des Christentums gegen das Heidentum in Finnland, 1899
- Papin rouva, 1893; dt. Ellis Ehe, übers. von E. Brausewetter nach der schwedischen Ausgabe Prästens hustru, Schuster & Löffler, Berlin, 1896
- Yksin, 1890, dt. Junggesellenliebe und andere Novellen, ca. 1913
- Hellmannin herra, 1886, dt. Gutsbesitzer Hellmann und andere Novellen, 1899
- Papin tytär, 1885, dt. Ellis Jugend, übers. von E. Brausewetter nach der schwedischen Ausgabe Prästens dotter, Schuster & Löffler, Berlin, 1899
- Rautatie eli kertomus ukosta ja akasta, jotka eivät olleet sitä ennen nähneet, 1884; dt. Die Eisenbahn. Eine Erzählung aus Finnland, übers. von G. Schmidt, Minden, Dresden 31922
- Siihen aikaan kun isä lampun osti, 1884, dt. Als Vater die Lampe kaufte, 1900 (in: Die Zukunft, 1900, Bd. 33, S. 299–305)

## Verfilmungen
- 1921: Johan – Regie: Mauritz Stiller
- 1937: Juha – Regie: Nyrki Tapiovaara
- 1999: Juha – Regie: Aki Kaurismäki
- 2021: Mittsommerlust (Odotus) – Regie: Aku Louhimies

## Belege
1. ↑  Hans Marquardt: Menschen im Frühling, Leipzig, Reclam Jun., 1974, S. 592

| Personendaten    | Personendaten                            |
| ---------------- | ---------------------------------------- |
| NAME             | Aho, Juhani                              |
| ALTERNATIVNAMEN  | Brofeldt, Juhani (wirklicher Name)       |
| KURZBESCHREIBUNG | finnischer Schriftsteller und Journalist |
| GEBURTSDATUM     | 11. September 1861                       |
| GEBURTSORT       | Lapinlahti                               |
| STERBEDATUM      | 8. August 1921                           |
| STERBEORT        | Helsinki                                 |